# Eirenis punctatolineatus
Eirenis punctatolineatus е вид змия от семейство Смокообразни (Colubridae). Видът не е застрашен от изчезване.

## Разпространение и местообитание
Разпространен е в Азербайджан, Армения, Иран и Турция.
Обитава храсталаци и езера.

## Описание
Популацията на вида е стабилна.